# Grote Bottel (bedrijventerrein)
Grote Bottel is de naam van een bedrijventerrein in de Nederlandse gemeente Deurne.
Grote Bottel was het eerste bedrijventerrein in de plaats Deurne, en werd na de Tweede Wereldoorlog ontwikkeld aan weerszijden van de spoorlijn Eindhoven-Venlo ten zuidwesten van de dorpskom tussen het middeleeuwse gehucht Grote Bottel en de Vlierdenseweg. Onder meer de N.V. Nationale Textielfabrieken (Natex) en Te Strake vestigden zich hier respectievelijk vóór 1947 en in 1950. Het bedrijventerrein was in feite een uitbreiding van een reeds bestaand industrieel gebied. Aan de oostzijde van de Vlierdenseweg was namelijk al een steenfabriek aanwezig, waaruit bedrijvigheid langs de Fabriekstraat en Steenovenweg was ontstaan.
Omstreeks 1960 was het bedrijventerrein rond Industrieweg, Katoenstraat en het aan de overzijde van het spoor gelegen Textielstraat (in 1947 nog Parallelweg geheten) voltooid. Het bedrijventerrein werd organisch uitgebreid aan de oostzijde van de steenfabriek, rond de Fabriekstraat en tegelijk planmatig op het bedrijventerrein Kranenmortel.
Het bedrijventerrein staat in het kader van het project Spoorzone op de nominatie om in de jaren na 2009 gesaneerd te worden. Tegenwoordig is hier onder meer het internationaal opererende bedrijf Oskomera gevestigd.
Dorpen: Deurne · Helenaveen · Liessel · Neerkant · Vlierden · Walsberg

Buurtschappen: Baarschot · Belgeren · Bleijs · Breemortel · Groote Bottel · Kleine Bottel · Groot Bruggen · Klein Bruggen · Derp · Donschot · Haageind · Halte · Hanenberg · Heieind · Heimolen · Heitrak · Kerkeind · Kranenmortel · Kulert · Leensel · Luttel Meijel · Merlenberg · Molenhof · Pannenschop · Ruth · Schans · Schelm · Sloot · Veldheuvel · Vloeieind · De Voorstad · Voorste Beerdonk · Voort · Vreekwijk

Noord-Brabant: Steden en dorpen      Nederland: Provincies · Gemeenten